# Awantury mołdawskie
Awantury mołdawskie – ogólna nazwa stosowana na określenie działań wojennych na terytorium pogranicza polsko-mołdawskiego i w Mołdawii. Termin został spopularyzowany książką Zdzisława Spieralskiego o tym tytule (Awantury Mołdawskie. Wiedza Powszechna, 1967).
Wojny prowadziły najpierw Korona Królestwa Polskiego z Hospodarstwem Mołdawskim o tron mołdawski, potem Rzeczpospolita i Turcja o zwierzchność lenną i prawo do wyznaczania hospodara, następnie magnaci polscy lub tureccy na czele prywatnych armii usiłujący osadzać swoich władców w Jassach, a w końcu i Kozacy w czasach Hetmanatu. Ostatnią „awanturą mołdawską” była wojna polsko-turecka za panowania Jana III Sobieskiego.

## Mołdawia lennem polskim
- wojna polsko-węgiersko-mołdawska 1377 – walki o tron mołdawski, Polacy i Węgrzy, pod dowództwem Władysława Opolczyka, wsparli Stefana II przeciwko Piotrowi I

- wojna polsko-mołdawska (1431) – wyprawa Aleksandra Dobrego na Polskę (Ruś Czerwoną, Podole i Pokucie)

- wojna polsko-mołdawska (1450) – walki o tron mołdawski, Kazimierz IV Jagiellończyk poparł starania Aleksandra II przeciwko Bogdanowi II

- wojna polsko-turecka (1485–1503) – wojna toczona przez Polskę, wspieraną przez Litwę, Mazowsze i Krzyżaków z Turcją posiłkowaną przez Tatarów, Mołdawię i Wołoszczyznę.

- - 1487 – bitwa pod Kopystrzyniem
  - 1491 – bitwa pod Zasławiem
  - 1494 – wyprawa bukowińska – wojna Jana Olbrachta przeciwko Stefanowi Wielkiemu
  - 1497 – bitwa pod Koźminem

## Mołdawia lennem tureckim
- wojna polsko-mołdawska (1501–1510) – walka ze Stefanem Wielkim i jego następcą Bogdanem III
  - 1509 – bitwa pod Chocimiem

- wojna polsko-mołdawska (1530–1538) – wyprawy Piotra Raresza na Pokucie
  - 1530 – bitwa pod Chocimiem
  - 1531 – bitwa pod Gwoźdźcem
  - 1531 – bitwa pod Obertynem
  - 1535 – 2 wyprawy Piotra Raresza na Pokucie
  - 1538 – wyprawa Piotra Raresza na Podole
  - 1538 – bitwa nad Seretem

- wojna polsko-mołdawska (1572) – wyprawa Mikołaja Mieleckiego

- wojna polsko-mołdawska (1595) – wyprawa Jana Zamoyskiego
  - 1595 – bitwa pod Suczawą
  - 1595 – bitwa pod Cecorą

## Mohyliady
- I Mohyliada – wojna polsko-mołdawska (1595) – wyprawa Jana Zamoyskiego
  - 1595 – bitwa pod Suczawą
  - 1595 – bitwa pod Cecorą

- II Mohyliada – walki z Michałem Walecznym (1599–1600) – walki Rzeczypospolitej Obojga Narodów z Siedmiogrodem oraz Hospodarstwem Wołoskim i Mołdawskim
  - 1599 – bitwa pod Șelimbărem
  - 1600 – bitwa pod Bukowem
  - 1600 – bitwa nad rzeką Argeș

- III Mohyliada – wojna polsko-mołdawska (1607) – walki tron mołdawski, I wyprawa Stefana Potockiego
  - 1607 – bitwa pod Ștefănești

- IV Mohyliada – wojna polsko-mołdawska (1612) – walki tron mołdawski, II wyprawa Stefana Potockiego
  - 1612 – bitwa pod Sasowym Rogiem

- V Mohyliada – wojna polsko-mołdawska (1615–1616) – walki tron mołdawski, wyprawa Samuela Koreckiego
  - 1615 – bitwa pod Chocimiem
  - 1616 – bitwa pod Benderami
  - 1616 – bitwa pod Sasowym Rogiem

## Wojny z Turcją i Tatarami
- wojna polsko-turecka (1620–1621)
  - 1620 – bitwa pod Cecorą
  - 1621 – bitwa pod Chocimiem

- Wojna z Abazy paszą – III wojna polsko-turecka w latach 1633-1634
  - 1633 – bitwa pod Sasowym Rogiem
  - 1633 – bitwa pod Paniowicami

## Powstanie Chmielnickiego
- Wojna o tron mołdawski 1653
  - 1653 – bitwa pod Fintą
  - 1653 – bitwa pod Suczawą

## Wojny z Turcją i Tatarami
- wojna polsko-turecka (1672–1676)
  - 1672 – bitwa pod Ładyżynem (lub pod Czetwertynówką)
  - 1672 – bitwa pod Humaniem
  - 1672 – oblężenie Kamieńca Podolskiego
  - 1672 – bitwa pod Korcem (1672)
  - 1672 – oblężenie Lwowa
  - 1672 – Wyprawa Sobieskiego na czambuły tatarskie
  - 1672 – bitwa pod Krasnobrodem
  - 1672 – bitwa pod Narolem
  - 1672 – bitwa pod Niemirowem
  - 1672 – bitwa pod Komarnem
  - 1672 – bitwa pod Petranką
  - 1672 – bitwa pod Kałuszem
  - 1673 – bitwa pod Chocimiem
  - 1675 – bitwa pod Lesienicami
  - 1675 – oblężenie Trembowli
  - 1676 – bitwa pod Wojniłowem
  - 1676 – bitwa pod Żurawnem

- wojna polsko-turecka 1683-1699
  - 1683 – wyprawa Kunickiego do Mołdawii
  - 1684 – bitwa pod Jazłowcem
  - 1685 – bitwa pod Bojanem
  - 1685 – bitwa przy Wale Trajana
  - 1686 – bitwa pod Jassami
  - 1687 – oblężenie Kamieńca Podolskiego
  - 1688 – bitwa pod Smotryczem
  - 1689 – wyprawa hetmana Jabłonowskiego do Mołdawii
  - 1690 – zajęcie Suczawy przez jazdę Nikodema Żaboklickiego
  - 1691 – wyprawa Jana III Sobieskiego do Mołdawii
  - 1691 – bitwa pod Pererytą
  - 1694 – bitwa pod Uścieczkiem
  - 1695 – bitwa pod Lwowem
  - 1698 – bitwa pod Podhajcami
  - 1699 – bitwa pod Martynowem